# Джон Сміт (дослідник)
Джон Сміт (англ. John Smith; 9 січня 1580, Вілловбі, Англія — 21 червня 1631, Лондон) — англійський письменник і моряк, один із засновників і лідерів Джеймстауна — першого англійського поселення на території сучасних США. Відомий як капітан Джон Сміт, або Джон Сміт Джеймстаунський, американський національний герой. Особливу популярність отримав завдяки історії про дочку індіанського вождя племені повхатан на ім'я Покахонтас, викладеній в його книжках.

## Біографія

### Ранні роки
Народився 9 січня 1580 в містечку Вілловбі (англ. Willoughby) біля Олфорда, Лінкольншир, Англія. Навчався в граматичній школі короля Едуарда VI. У віці 13 років осиротів і незабаром поступив в підмайстри до купця Томаса Сендалла (англ. Thomas Sendall). У 16 років Сміт залишає навчання у Сендалла і їде у Францію, супроводжуючи другого сина лорда Вілловбі, якого незабаром залишає, щоби приєднатися до боротьби за незалежність Нідерландів. Через два роки він наймається на корабель, що робив комерційні рейси Середземним морем.

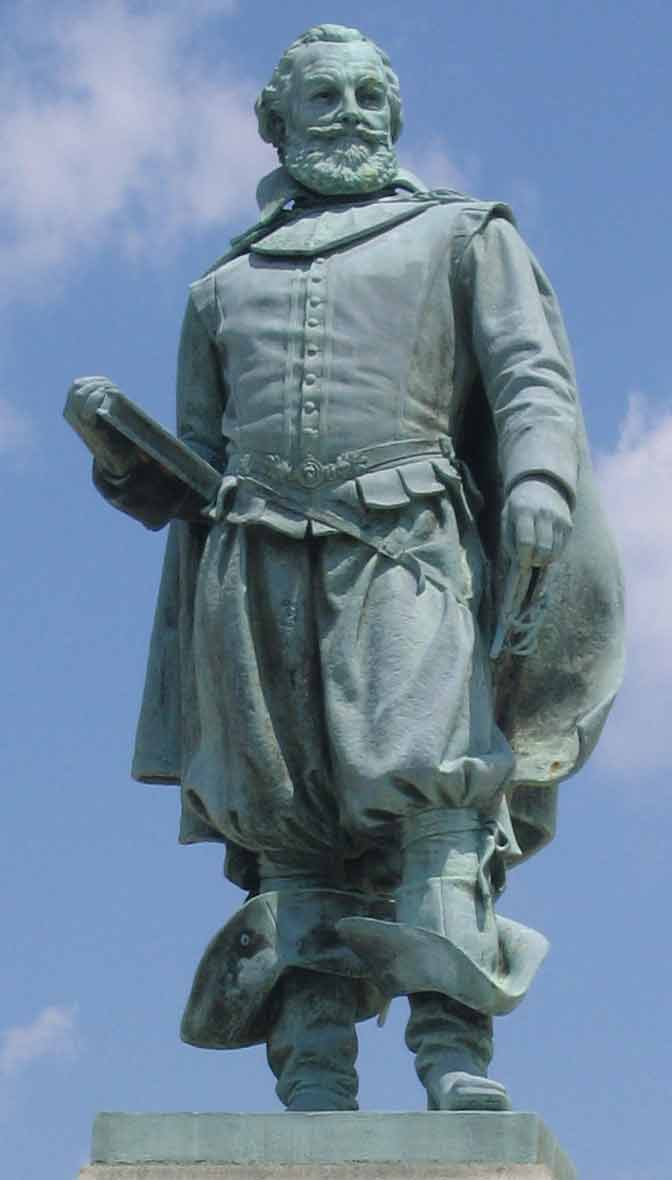
Пам'ятник Джону Сміту біля Джеймстауна

У 1600 записався в австрійську армію, яка воювала з військами Османської імперії. За мужність і відвагу трансільванський князь Жигмонд Баторі підвищив його до рангу капітана. Воював у Волощині в рядах військ Раду Щербана проти воєводи Єремії Могили, але в 1602 в Трансільванії був серйозно поранений і потрапив в полон до турків, а потім був проданий у рабство в Кримське ханство. Знатний турок Богал, що купив Сміта, відправив його в подарунок своїй нареченій-грекині, яка, зі слів самого капітана, нібито закохалася в нього. Пізніше дівчина передала бранця своєму братові. Потім він був відправлений до Азова.
Убивши свого нового хазяїна, Сміт втік із рабства. Протягом 1602-1606 років через Дон, Сіверщину, Волинь та Галичину (відвідав Новгород-Сіверський, Заслав, Острог, Кременець, Дубно, Луцьк, Коломию та Галич) він дістався до Священної Римської Імперії. Деякий час по тому Сміт, отримавши заслужені нагороди, покинув армію і вирушив у подорож Європою та Північною Африкою. Взимку 1604 Джон Сміт повернувся до Англії.

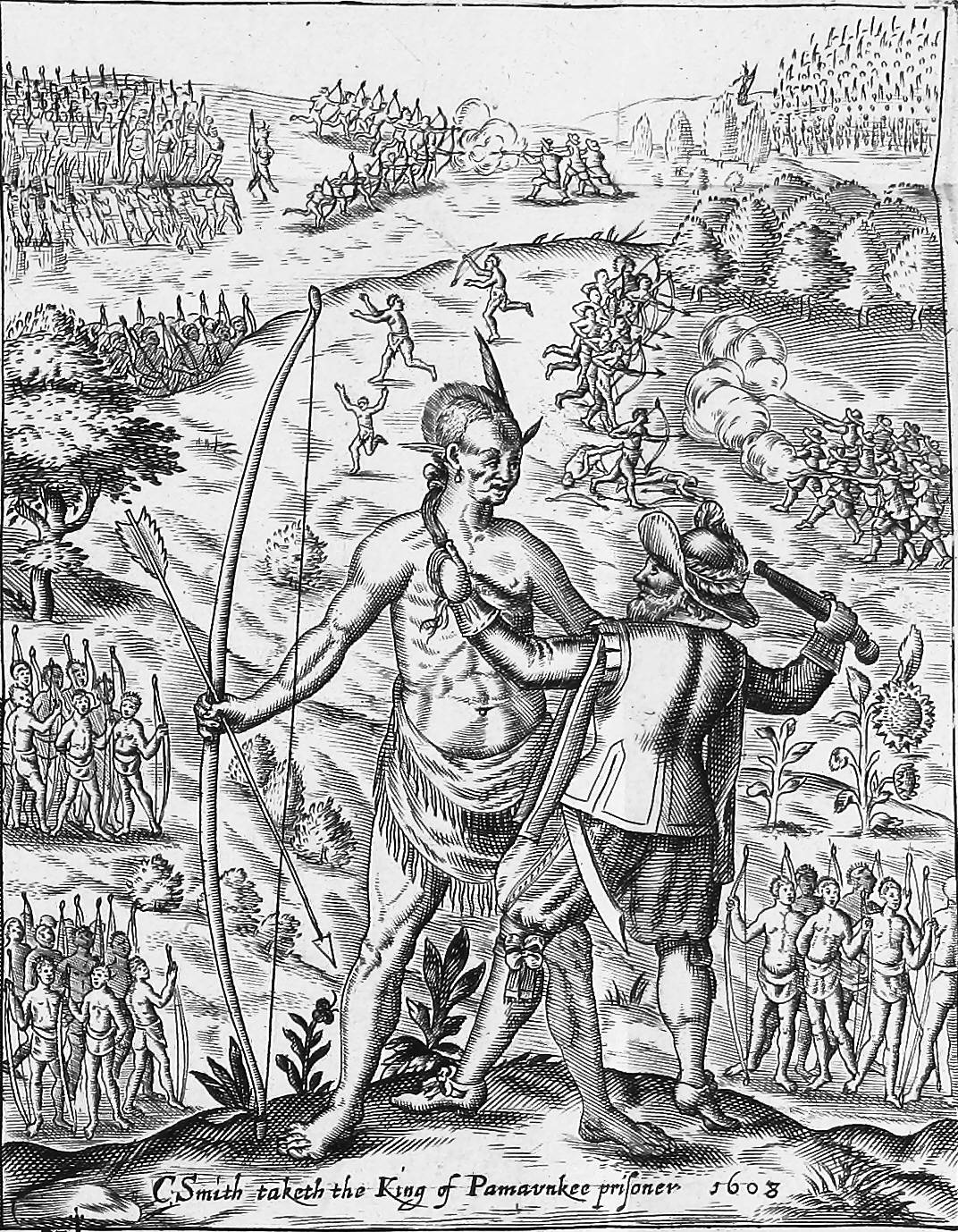
Джон Сміт полонить індіанського вождя Пуманкі (1624)

Джеймстаун — перша англійська фортеця на північноамериканському материку архітектурно схожа до порубіжних українських та російських укріплень, припускають, що Сміт використовував систему зміцнення палісад, з якою познайомився в Україні, при захисті поселення у Вірджинії від індіанців; а зрубні хати, побачені ним на Сіверщині та Волині, стали зразком будівель відомих як «лоґ-кебін» — халуп першопоселенців.
Письменник М. Савчук видав книгу «Колумб з Коломиї» (Коломия, 2008), в якій на основі книжки Джона Сміта припускає, що цей вояк і моряк заохотив до подорожі легендарного коломийця Івана-Богдана, який разом з Джоном Смітом 1608 року прибув на американський материк.

### Вірджинська експедиція
В Англії Джон Сміт приєднався до Вірджинської компанії, яка готувалася до колонізації нових земель. 20 грудня 1606 три кораблі Вірджинської компанії («Сьюзен Констант», «Годспіт» і «Діскавері») відпливли з Англії. Подорож тривала 4 місяці. У квітні 1607 кораблі експедиції досягли землі.
Джон Сміт увійшов до ради з 7 осіб, обраних керівництвом компанії для управління новою колонією. 13 травня 1607 було засновано перше англійське поселення на теренах сучасних США — Джеймстаун.

## Книги Сміта

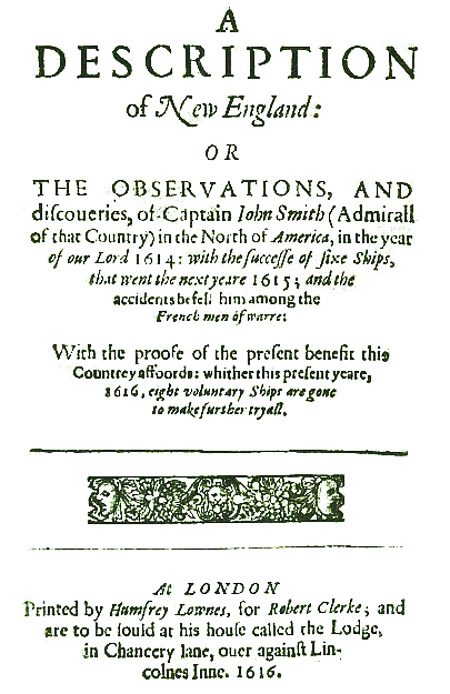
«Опис Нової Англії» (1616)
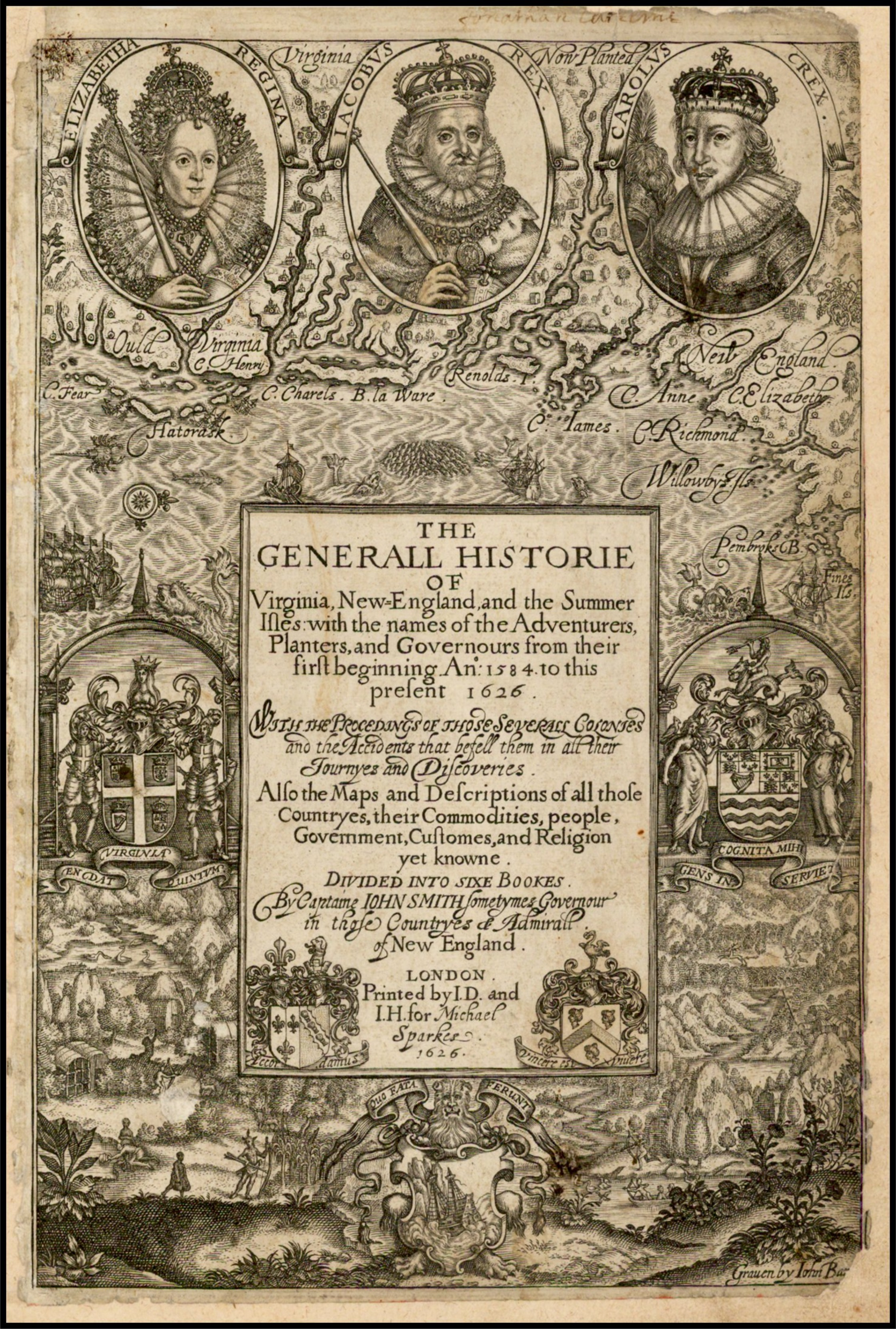
«Загальна історія Віргінії, Нової Англії і островів Соммерса» (1624)
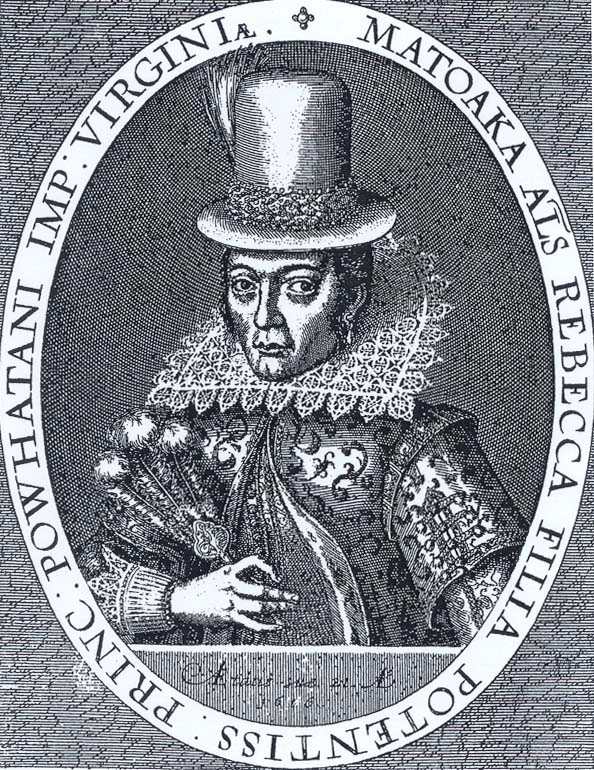
Індіанська принцеса Покахонтас. Гравюра Симона ван де Пасса (1616)

- «Істинна розповідь про визначні події в Вірджінії» (1608), часто вважається першим твором американської літератури.
- «Карта Віргінії» (1612).
- «Праці англійської колонії у Вірджинії» (1612)
- «Опис Нової Англії» (1616). [Архівовано 9 жовтня 2014 у Wayback Machine.]
- «У Новій Англії випробувань» (1620, 1622)
- «Загальна історія Віргінії, Нової Англії і островів Соммерса» в 6 частинах (1624), де він викладає розповідь про Покахонтас.
- «У приєднання, або шлях до досвіду, необхідного для всіх юних моряків» (1626)
- «Морська граматика» (бл. 1627)
- «Правдиві мандри, пригоди і спостереження капітана Джона Сміта в Європі, Азії, Африці та Америці з 1593 по 1629 р. Від Р. Х. [Архівовано 8 липня 2014 у Wayback Machine.]» (1630).
- « Рекламні оголошення для малодосвідчених плантаторів Нової Англії, або в будь-якому місці» (1631)

### Твори Джона Сміта
- Smith, John. The Complete Works of Captain John Smith (1580—1631) in Three Volumes, edited by Philip L. Barbour, 3 vols. (Chapel Hill: University of North Carolina Press for The Institute of Early American History and Culture, Williamsburg, 1986) [Повне зібрання творів Капітана Джона Сміта (1580—1631) у трьох томах (за ред. Філіпа Л. Барбура)].
- Kupperman, Karen Ordahl ed., John Smith: A Select Edition of His Writings (Chapel Hill: University of North Carolina Press, 1988) [Джон Сміт. Вибрані твори (за ред. Карен Ордаль Куперман)].
- Smith, John. The Generall Historie of Virginia, New-England, and the Summer Isles. 1624. Repr. in Jamestown Narratives, ed. Edward Wright Haile. Champlain, VA: Roundhouse, 1998. pp. 198–9, 259 [Джон Сміт. Генеральна історія Вірджинії, Нової Англії та Літніх островів. 1624. Репр. у «Джемстаунських оповіданнях» (за ред. Едварда Райта Гейла)].
- Horn, James, ed. Captain John Smith, Writings, with Other Narratives of Roanoke, Jamestown, and the English Settlement of America (Library of America, 2007) ISBN 978-1-59853-001-8 [Капітан Джон Сміт. Твори (з іншими оповідями про Роанок, Джемстаун і англійські поселення Америки), за ред. Джеймса Горна].
- Smith, John. Letter to Queen Anne. 1616. Repr. as 'John Smith's Letter to Queen Anne regarding Pocahontas'. Caleb Johnson's Mayflower Web Pages. 1997 [Джон Сміт. Лист до королеви Анни. 1616. Репр. як «Лист Джона Сміта до королеви Анни стосовно Покахонтас»].

### Праці про Джона Сміта
- Warner, Charles Dudley, Captain John Smith, 1881. Repr. in Captain John Smith Project Gutenberg Text, accessed 4 July 2006 [Чарльз Дудлі Ворнер. Капітан Джон Сміт. 1881. Репр. у проекті «Капітан Джон Сміт» (проект «Ґутенберґ»)].
- Jenks, Tudor. Captain John Smith (New York: Century Co., 1904) [Тюдор Дженкс. Капітан Джон Сміт].
- Striker, Laura Polanyi & Bradford Smith. «The Rehabilitation of John Smith». The Journal of Southern History, Vol. 28, 4 Nov. (Nov. 1962) pp. 474–481. [Страйкер, Лора Поланьї і Бредфорд Сміт. Реабілітація Джона Сміта. // Журнал південної історії, № 28, 4 листопада 1962 р.]
- Philip L. Barbour, The Three Worlds of Captain John Smith (Boston: Houghton Mifflin, 1964) [Філіп Л. Барбур. Три світи капітана Джона Сміта].
- Philip L. Barbour, The Jamestown Voyages under the First Charter, 1606—1609, 2 vols., Publications of the Hakluyt Society, ser. 2, 136—137 (Cambridge: Cambridge University Press, 1969) [Філіп Барбур. Подорожі до Джеймстауна, згідно з першим статутом, 1606—1609, у 2 томах. Публікація Hakluyt Society, серія 2, 136-37]
- Symonds, William. The Proceedings of the English Colonie in Virginia. 1612. Repr. in The Complete Works of Captain John Smith. Ed. Philip L. Barbour. Chapel Hill: University of North Carolina Press, 1986. Vol. 1, pp. 251–2 [Вільям Саймондс. Вісник англійської колонії у Вірджинії. 1612. Репр. у «Повному зібранні творів Капітана Джона Сміта» (за ред. Філіпа Л. Барбура)].
- Gleach, Frederic W. Powhatan's World and Colonial Virginia. Lincoln: University of Nebraska Press, 1997 [Фредерік В. Гліч. Світ Повхатан і колоніальна Вірджинія].
- Giles Milton, Big Chief Elizabeth: The Adventures and Fate of the First English Colonists in America, Macmillan, New York, 2001 [Джайлз Мілтон. Великий вождь Елізабет. Пригоди та доля перших англійських колоністів у Америці].
- Price, David A., Love and Hate in Jamestown: John Smith, Pocahontas, and the Heart of a New Nation (New York: Knopf, 2003) [Девід А. Прайс. Любов і ненависть у Джемстауні. Джон Сміт, Покахонтас і серце нової нації].
- Horn, James. A Land as God Made It: Jamestown and the Birth of America (New York: Basic Books, 2005) [Джеймс Горн. Земля, створена Богом. Джемстаун і народження Америки].
- Dorothy Hoobler and Thomas Hoobler, Captain John Smith: Jamestown and the Birth of the American Dream (Hoboken, N.J.: John Wiley & Sons, 2006) [Дороті і Томас Гублер. Капітан Джон Сміт. Джемстаун і народження «американської мрії»].
- A. Bryant Nichols Jr., Captain Christopher Newport: Admiral of Virginia, Sea Venture, 2007 [Браянт Ніколс-мол. Капітан Крістофен Ньюпорт, адмірал Вірджинії].
- Woolley, Benjamin. Savage Kingdom, The True Story of Jamestown, 1607, and the Settlement of America, First Harper Perennial Edition Published 2008 [Бенджамен Вулі. Дике королівство. Справжня історія Джемстауна-1607 і поселення Америки].

## Ресурси Інтернету
- Вікісховище має мультимедійні дані за темою: Джон Сміт (дослідник)
- Captain John Smith // Chesapeake National Historic Trail Official Website  [Архівовано 30 травня 2009 у Wayback Machine.]
- Friends of the John Smith Trail [Архівовано 15 січня 2007 у Archive.is]
- John Smith // NGS Then and Now [Архівовано 19 лютого 2016 у Wayback Machine.]
- Captain John Smith Trail in Virginia  [Архівовано 8 липня 2017 у Wayback Machine.]
- John Smith Water Trail Blog  [Архівовано 27 травня 2014 у Wayback Machine.]
- The Captain John Smith Water Trail
- A Description of New England (1616) [Архівовано 9 жовтня 2014 у Wayback Machine.] — online text (PDF)
- Our Most Politically Incorrect Founding Father // WorldNet Daily
- The Ugliest Monument in New England // seacoastnh.com
- The Ugliest Monument in New England II
- John Smith Memorial Photo History
- Captain John Smith. Chesapeake NHT is administered by the Chesapeake Bay Gateways and Watertrails Network
- 2007 Reenactment Voyage // John Smith 400 Project [Архівовано 16 вересня 2018 у Wayback Machine.]
- Smith Water Trail Loops [Архівовано 8 вересня 2008 у Wayback Machine.]
- Complete text of the Generall Historie // American Memory
- Texts of Imagination & Empire, by Emily Rose, Princeton University // Folger Shakespeare Library
- Captain John Smith. His Life and Legend